# 南洋学会
南洋学会（The South Seas Society）是新加坡的一个学术团体，以研究南洋学为宗旨。南洋学会创建于1940年，创办人包括关楚璞、郁达夫、姚楠、及许云樵等学者和新文界人士。南洋学会理事会设常务理事一名，副理事二名，中、英文秘书各一名，财务一名，理事八至十名。1959年常务理事改称为主席。
南洋学会历届常务理事、主席：姚楠(Yao Tse-liang)、黄曼士（Huang Mun-se)、韓淮準（Han Wai-toon）连士升(Lian Shih-sheng)、魏维贤(Gwee Yee-hean)等。
南洋学会员有
- 基本会员  基本会员来自世界各地，以星、马会员为主
- 赞助会员  社会热心赞助南洋研究的公司、侨领。
- 特约会员  通讯会员包括世界各大图书馆，政府部门等。

“中国南洋协会的成立是空前的创举”，40年代中国国内外还没有类似的学会，更没有南洋学方面的学报。南洋学会吸引世界各国南洋学学者加入，会员有来自英国，
美国，日本，中国，香港，印度，印尼等地。当时上海苏继廎，香港饶宗颐等都曾是南洋学会会员。

新加坡《南洋学报》

## 南洋学报
1940年南洋学会创办《南洋学报》（Journal of The South Seas Society）,刊登世界各地南洋学者关于南洋研究的中文或英文的论文、报告、书评等，每年出版二辑，7月第一辑,12月第二辑。
南洋学家许云樵（Hsu Yun Ts'iao）为南洋学报第一任主编。随后有主编王赓武（Wang Gungwu）、郑子瑜（Cheng Tsu-yu）、陈松沾等学者。
中国学者向达，苏继廎，朱杰勤等都曾在《南洋学报》上发表论文或文章。